# Ausschuss für Beschäftigung und soziale Angelegenheiten
Der Ausschuss für Beschäftigung und soziale Angelegenheiten (englisch Committee on Employment and Social Affairs, französisch Commission de l'emploi et des affaires sociales; Abkürzung EMPL) ist einer der zwanzig ständigen Ausschüsse des Europaparlaments. Vorsitzende ist seit Juli 2024 Li Andersson (Vasemmistoliitto/Die Linke).

## Aufgaben
Der Ausschuss ist im Rahmen der Arbeitspolitik der Europäischen Union für Fragen der Beschäftigung, der Berufsausbildung sowie für die Freizügigkeit von Arbeitnehmern und Rentnern zuständig. Außerdem befasst er sich mit allen Fragen der Sozialpolitik der Europäischen Union. Dies betrifft etwa Arbeitsbedingungen, soziale Sicherheit, Maßnahmen für Gesundheit und Sicherheit am Arbeitsplatz, die Förderung des sozialen Dialogs sowie die Bekämpfung von Diskriminierung am Arbeitsplatz und auf dem Arbeitsmarkt – mit Ausnahme der Diskriminierung aufgrund des Geschlechts, für die der Geschlechterausschuss des Parlaments zuständig ist. Außerdem befasst sich der Ausschuss für Beschäftigung und soziale Angelegenheiten mit der Verwendung der Gelder aus dem Europäischen Sozialfonds und pflegt die Beziehungen des Europäischen Parlaments zu Einrichtungen wie dem Europäischen Zentrum für die Förderung der Berufsbildung (Cedefop), der Europäischen Stiftung zur Verbesserung der Lebens- und Arbeitsbedingungen, der Europäischen Stiftung für Berufsbildung, der Europäischen Agentur für Sicherheit und Gesundheitsschutz am Arbeitsplatz und anderen einschlägigen Institutionen der EU und internationaler Organisationen.
Allerdings sind die Mitentscheidungsrechte des Europäischen Parlaments im Bereich der Sozialpolitik begrenzt. Es ist an der EU-Rechtsetzung in diesem Politikfeld nur insoweit als gleichberechtigter Partner beteiligt, als es um Mindeststandards zum Schutz von Arbeitnehmern, also etwa die Gesundheit am Arbeitsplatz oder die wöchentliche Höchstarbeitszeit, geht. Im Bereich der sozialen Sicherheit, der betrieblichen Mitbestimmung, der Beschäftigung von Nicht-EU-Bürgern und anderen Fragen entscheidet allein der Rat der EU durch einstimmigen Beschluss, das Parlament wird zu diesen Angelegenheiten nur angehört. 

## Ausschussvorsitzende

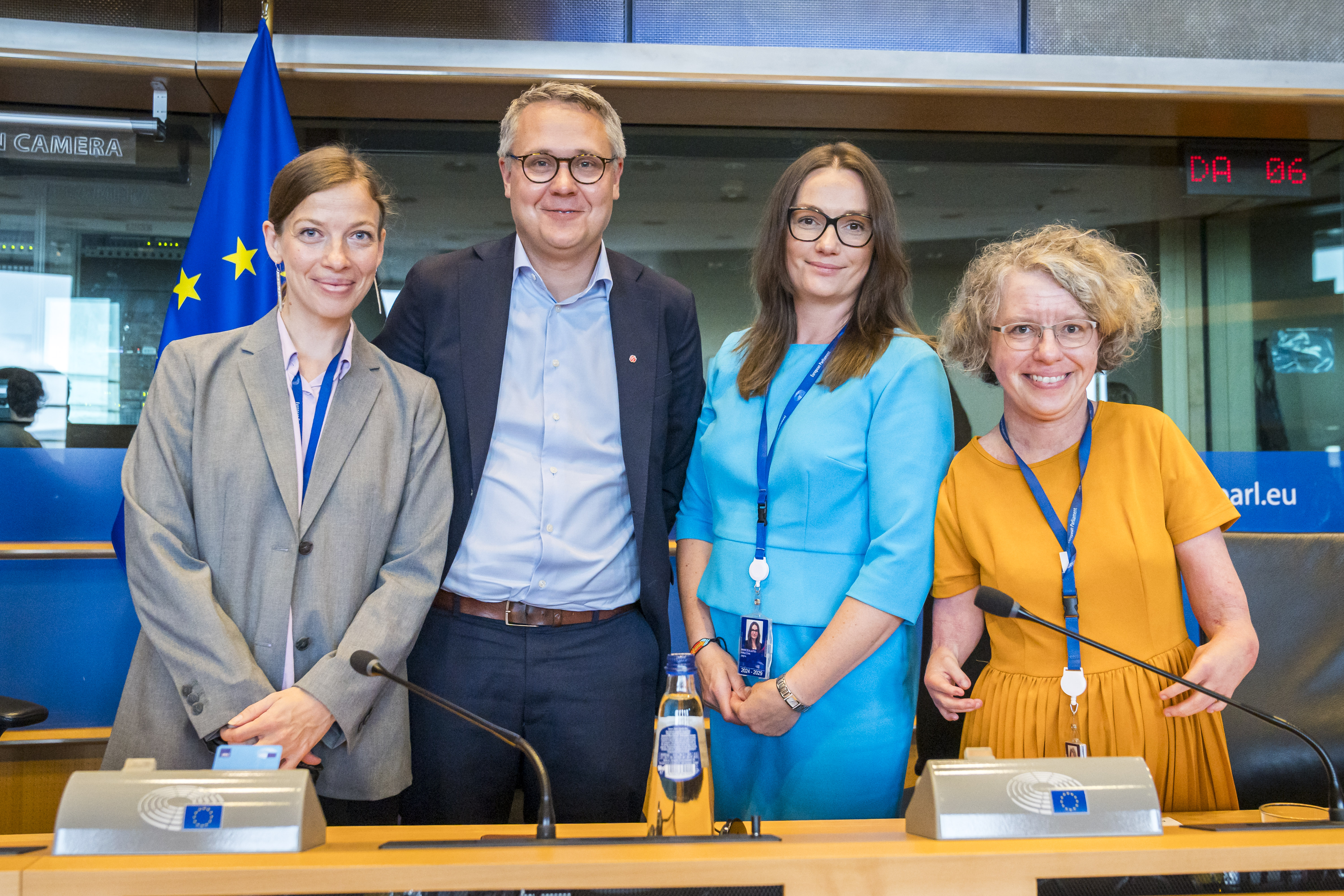
Ausschussvorsitz der 10. Wahlperiode (2024–2029, v. l. n. r.): Li Andersson, Johan Danielsson, Jagna Marczułajtis-Walczak und Katrin Langensiepen

- Juli 2009–Juni 2014: Pervenche Berès (PS/S&D)
- Juli 2014–Juni 2019: Thomas Händel (Die Linke/GUE-NGL)
- Juli 2019–Januar 2022: Lucia Ďuriš Nicholsonová (SaS/EKR bzw. RE)
- Januar 2022–Juni 2024: Dragoș Pîslaru (USR bzw. REPER/RE)
- Seit Juli 2024: Li Andersson (Vasemmistoliitto/Die Linke)[1]